# Nocturnal (錦戸亮のアルバム)
『Nocturnal』（ノクターナル）は、錦戸亮の3枚目のフル・アルバム。2022年11月30日にNOMAD RECORDSから発売された。

## 概要
- 前作『Note』から約1年10か月振りのリリース。
- 本作の発表当初は発売日を「2022年11月2日」としていた[1][14][16][15]が、制作上の都合により、「2022年11月30日」へ変更された[2]。
- CDは特別仕様LIVE盤（Blu-ray/DVD）、初回限定盤（Blu-ray/DVD）、通常盤の5形態で発売。
- 新曲は全て作詞・作曲・編曲・プロデュースを自身が手掛けており、Amazon Music限定配信曲「ジンクス」「ツキノハナシ」や、特典CDシングル「ヒトメボレ」の他、2021年のアリーナツアー『RYO NISHIKIDO LIVE 2021 "SHABBY"』のために制作された「Shabby」[23]、本作のリード曲「ノクターナルアニマルズ」[24][25]などの新曲に加え、関ジャニ∞時代のソロ曲「Half Down」や、自身が制作した関ジャニ∞の楽曲「Traffic」など、全形態共通で全13曲を収録[26]。
  - 通常盤には、ボーナストラックとして、自身の1stアルバム『NOMAD』収録曲の別アレンジバージョンである「ホンキートンクラプソディ chapter 2.」を追加収録[18][19][20][21][22]。
- 特別仕様LIVE盤・初回限定盤には特典Blu-rayまたはDVDを付属。
  - 特別仕様LIVE盤には、2021年11月3日に千葉・幕張メッセで開催された、自身初のバースデーライブの1日目公演『RYO NISHIKIDO "3N7" Supported by NO GOOD TV』[27]の模様を収録[18][19][20][21]。
    - 同公演のメイキング映像は、自身の4thライブBlu-ray/DVD『錦戸亮 LIVE 2021 "SHABBY"』初回限定盤の特典Blu-ray/DVDに収録[28]。
    - バースデーライブの2日目公演は、上述のライブBlu-ray/DVD『錦戸亮 LIVE 2021 "SHABBY"』特別仕様盤の特典Blu-ray/DVDに収録[28]。

  - 初回限定盤には、本作のタイトルトラック「ノクターナルアニマルズ」と「Good time」のミュージック・ビデオと、2022年の自身の活動に密着したメイキング映像「RYO NISHIKIDO Diary 2022」を収録[18][19][20][21][22]。
- 自身のソロアルバムでは頭文字に「N」が付いた作品が続いており、『NOMAD』（1stアルバム）、『Note』（2ndアルバム）に続いて本作『Nocturnal』が3作目である[注 2][29]。
- 本作のタイトルの「Nocturnal」は、「夜に起こる」「夜行性の」と言った意味があるが、「ホラーっぽいグッズが作れたら可愛いだろうな」と言う発想から始まり、「（ホラー作品は）ちょっと非日常なところも感じられるし、このモチーフでいろいろ作ってみたら面白そうだな」との考えから、このタイトルとなった[30]。
- 本作解禁時のアーティスト写真は、2021年に「肖像画みたいな写真を撮りたい」と錦戸がリクエストをして撮影したものであり、ただ昔の画像を使うよりは「少し捻ったものにしたかった」との考えから、影が狼になっている[30]。
  - このアーティスト写真は狼男がイメージされており、「ホラーっぽさを出すのに狼が一番、影にして分かりやすいかな」との考えからイメージを決定した[30]。
  - これは、2023年に配信されたTBS制作・Netflixドラマ『離婚しようよ』の役作りの兼ね合いから、直前まで長髪にしており、本作の解禁時に新規に撮影した写真が無かったためである[30]。
    - 尚、これに対して錦戸は「（ドラマの撮影を終えて、髪を）これくらいの長さに切ろうと思っていたし、ちょうど良かった」と語っている[30][注 3]。
- 本作では、ローソン・HMVとのコラボレーションを実施[32][33][34]。

### 各形態概要
| ＃ | 曲名                   |
| -- | ---------------------- |
| 1  | ノクターナルアニマルズ |
| 2  | ツキノハナシ           |
| 3  | Good time              |
| 4  | デジャヴ               |
| 5  | Half Down              |
| 6  | dusk                   |
| 7  | input                  |
| 8  | Traffic                |
| 9  | Shabby                 |
| 10 | 絵本                   |
| 11 | ジンクス               |
| 12 | output                 |
| 13 | ヒトメボレ             |

| ＃ | 曲名                                | 形態   |
| -- | ----------------------------------- | ------ |
| 14 | ホンキートンクラプソディ chapter 2. | 通常盤 |

| 特典内容                                           | 形態           |
| -------------------------------------------------- | -------------- |
| 特典Blu-ray/DVD（詳細は「#特別仕様LIVE盤」を参照） | 特別仕様LIVE盤 |
| スリーブケース付きBOX仕様                          | 特別仕様LIVE盤 |
| 錦戸アクスタ                                       | 特別仕様LIVE盤 |
| 限定スペシャルフォトブック                         | 特別仕様LIVE盤 |
| 特典Blu-ray/DVD（詳細は「#初回限定盤」を参照）     | 初回限定盤     |
| フォトブック                                       | 初回限定盤     |
| 特典CD（詳細は「#特典CD（通常盤）」を参照）        | 通常盤         |

| 特典内容                                           | 販売店            |
| -------------------------------------------------- | ----------------- |
| 錦戸バッジ（形態別絵柄3種）                        | HMV               |
| 印字サイン&メッセージ入りブロマイド（ランダム3種） | Loppi・HMV        |
| ブロマイド（HMV&BOOKS SHIBUYA限定絵柄）            | HMV&BOOKS SHIBUYA |
| ジャケ写ステッカー（ランダム3種）                  | 上記以外の販売店  |
| TOWER PLUS+ 錦戸亮 特別号                          | タワーレコード    |
| サービスレシート                                   | タワーレコード    |

## 販売形態
- 発売日：2022年11月30日
  - 特別仕様LIVE盤（NOMAD-030：CD+Blu-ray）
    - スリーブケース付きBOX仕様
    - 『限定スペシャルフォトブック』封入
    - 『錦戸アクスタ』付属

  - 特別仕様LIVE盤（NOMAD-031：CD+DVD）
    - スリーブケース付きBOX仕様
    - 『限定スペシャルフォトブック』封入
    - 『錦戸アクスタ』付属

  - 初回限定盤（NOMAD-032：CD+Blu-ray）
    - 『フォトブック』封入

  - 初回限定盤（NOMAD-033：CD+DVD）
    - 『フォトブック』封入

  - 通常盤（NOMAD-034：2CD）
    - 特典CD：『RYO NISHIKIDO "3N7" ライブアルバムCD』封入

## プロモーション
- 2022年7月7日、本作の発売が発表された[1][14][15][16][17]。
- 同年9月5日、本作の制作上の都合による発売延期が発表された[2]。
- 同年10月1日、自身の独立3周年を迎えた日に、本作の詳細が発表された[18][19][20]。
- 同年10月7日、上述のローソン・HMVとのコラボ特典の詳細が発表された[33][34]。
- 同年10月11日、本作の収録曲の内容と、特別仕様LIVE盤のジャケット写真が変更された事[注 7]と、各販売店の購入特典が発表された[26]。
- 同年10月18日 - 12月20日、本作を引っ提げたホールツアー『RYO NISHIKIDO LIVE TOUR 2022 "Nocturnal"』を開催[1][14][16]。
  - 同ツアーは、本作の制作と同時進行で開催され、アルバムに沿ったツアーとなった[30]。
- 同年10月25日、通常盤のボーナストラック「ホンキートンクラプソディ」のバージョンタイトルの変更と、各形態の特典映像の詳細が発表された[22]。
- 同年11月11日、タワーレコードでも本作の発売記念施策が行われる事が発表された[36]。
  - 購入者特典として『TOWER PLUS+ 錦戸亮 特別号』の配布[36]。
  - 錦戸の直筆メッセージが印字された特別レシート『サービスレシート』の配布[36]。
  - 対象店舗にてパネル展とパネル展抽選企画の開催[36]。
  - 同年11月29日 - 12月12日、タワーレコード渋谷店にて私物展示が実施された[37][38]。
    - 「ノクターナルアニマルズ」MV 小道具
    - 「ノクターナルアニマルズ」譜面・歌詞
    - 「RYO NISHIKIDO LIVE TOUR 2022 "Nocturnal" 御札グッズ」本人直筆御札
- 同年11月24日、本作のリード曲「ノクターナルアニマルズ」のミュージック・ビデオが公開された[39][24][25][40][41]。

### ローソン・HMVでのプロモーション
- 本作をHMVのオフィシャルストア特典付きの専用カートでの購入で、オリジナル刺繍バッジ『錦戸バッジ』（形態別絵柄3種）を封入[33][34]。
- 本作をLoppiとHMVの実店舗および上述の「専用カート」以外のオンラインストアでの購入で、オリジナル特典『印字サイン&メッセージ入りブロマイド』（ランダム3種）を封入[33][34][42]。
- 2022年11月8日 - 14日、全国のローソン店内にて、本作の収録曲と自身のコメントが放送された[33][34]。
- 同年11月29日 - 12月5日、全国のHMV店内にて、本作の収録曲と自身のコメントが放送された[33][34][43]。
- 同年11月29日 - 12月5日、HMV札幌ステラプレイス（北海道）、HMV&BOOKS SHIBUYA（東京都）、HMV阪急西宮ガーデンズ（兵庫県）にて、本作のパネル展が実施された[33][34][43]。
- 同年11月29日 - 12月5日、HMV&BOOKS SHIBUYAにて、自身の衣装展が実施された[33][34][43]。
- HMV&BOOKS SHIBUYAのオープン7周年を記念し、同店舗での購入により、オリジナル特典『ブロマイド』（HMV&BOOKS SHIBUYA限定絵柄）を付属[43]。

## チャート成績

### アルバムチャート順位
- オリコンチャート
  - 初日12,467枚を売り上げ、2022年11月29日付の「オリコンデイリー CDアルバムランキング」でデイリー3位を獲得した[3]。
  - 初週14,836枚を売り上げ、2022年12月12日付の「オリコン週間 CDアルバムランキング」で週間5位を獲得した[4]。
  - 初週15,241ptを記録し、2022年12月12日付の「オリコン週間 合算アルバムランキング」で週間5位を獲得した[5]。
  - 初週14,836枚を売り上げ、2022年12月12日付の「オリコン週間 インディーズアルバムランキング」で週間1位を獲得した[6]。
  - 初週201ダウンロードを記録し、2022年12月12日付の「オリコン週間 デジタルアルバムランキング」で週間31位を獲得した[7]。
  - 2022年度「オリコン年間 インディーズアルバムランキング」で年間9位を獲得した[8]。
- Billboard JAPAN
  - 初週14,834枚を売り上げ、2022年12月7日公開の「Billboard Japan Top Albums Sales」で週間4位を獲得した[9][10]。
  - 2022年12月7日公開の「Billboard Japan Hot Albums」で週間4位を獲得した[11][12]。
  - 2022年12月7日公開の「Billboard Japan Download Albums」で週間27位を獲得した[13]。

## 収録曲

### CD
- 特記を除き、全作詞・作曲・編曲・プロデュース：錦戸亮。
- ※は通常盤のみ収録。

1. ノクターナルアニマルズ - [3:43]
  - 本作のリード曲[24][25]。
  - 2022年11月24日に同曲のMVが公開された[39][24][25][40][41]。
    - 同MVは、「時代の逆をいく人力でのアナログ撮影」がテーマとなっており[39][24][25]、約3,000枚の素材写真を一枚一枚手作業で切り抜き、コマ撮りで撮影が行われ、制作には約3週間が費やされた[24][25][40]。
    - この撮影方法では、写真1枚1枚に番号を振り分け、背景が動かないように寸法を計算して、同ポジションで1枚1枚を順番に手で動かして撮影が行われた[24][25][40]。
2. ツキノハナシ - [3:15]
  - Amazon Music限定配信曲。
3. Good time - [3:23]
4. デジャヴ - [4:26]
5. Half Down - [4:29]
作詞：錦戸亮、HIKARI
作曲・編曲：錦戸亮
  - 関ジャニ∞の3rdアルバム『PUZZLE』収録曲の再録バージョン。
6. dusk (Instrumental) - [2:22]
7. input - [3:30]
8. Traffic - [4:30]
  - 関ジャニ∞の9thアルバム『ジャム』収録曲のセルフカバー。
9. Shabby - [4:37]
  - アリーナツアー『RYO NISHIKIDO LIVE 2021 "SHABBY"』のために制作された楽曲[23][44]。
  - 本作での初音源化に先駆けて、同ツアーの映像作品『錦戸亮 LIVE 2021 "SHABBY"』通常盤の特典CDにライブ音源を収録[44]。
10. 絵本 - [4:36]
11. ジンクス - [4:53]
  - Amazon Music限定配信曲。
  - Amazon Music配信短編映画『No Return』主題歌[45]。
12. output - [3:02]
13. ヒトメボレ - [4:01]
  - 特典CDシングル。
14. ホンキートンクラプソディ chapter 2. ※ - [3:37]
  - 通常盤のボーナストラック。
  - 1stアルバム『NOMAD』収録曲の再録バージョン。

### 特典映像

#### 特別仕様LIVE盤
| #         | タイトル               | 作詞   | 作曲・編曲 |
| --------- | ---------------------- | ------ | ---------- |
| 1.        | 「Overture」           |        |            |
| 2.        | 「Secret Agent Man」   |        |            |
| 3.        | 「オモイデドロボー」   |        |            |
| 4.        | 「ノマド」             |        |            |
| 5.        | 「狛犬」               |        |            |
| 6.        | 「キッチン」           |        |            |
| 7.        | 「ツキノハナシ」       |        |            |
| 8.        | 「I don't understand」 |        |            |
| 9.        | 「Silence」            |        |            |
| 10.       | 「ムラサキ」           |        |            |
| 11.       | 「と・も・子…」        |        |            |
| 12.       | 「Interlude」          |        |            |
| 13.       | 「code」               |        |            |
| 14.       | 「ラストノート」       |        |            |
| 15.       | 「birthday」           |        |            |
| 16.       | 「特典映像」           |        |            |
| 合計時間: | 合計時間:              | 107:03 |            |

#### 初回限定盤
| #         | タイトル                                | 作詞  | 作曲・編曲 | 時間  |
| --------- | --------------------------------------- | ----- | ---------- | ----- |
| 1.        | 「ノクターナルアニマルズ」(Music Video) |       |            | 3:44  |
| 2.        | 「Good time」(Music Video)              |       |            | 3:29  |
| 3.        | 「RYO NISHIKIDO Diary 2022」            |       |            | 28:12 |
| 合計時間: | 合計時間:                               | 35:25 |            |       |

#### 特典CD（通常盤）
1. RYO NISHIKIDO "3N7" ライブアルバムCD

## タイアップ
- ジンクス
  - Amazon Music配信短編映画『No Return』主題歌[45]

## 収録作品
※シングル曲および再録曲は各ページを参照。

### 映像作品

#### ライブ映像
ノクターナルアニマルズ
- 5thライブBlu-ray/DVD『錦戸亮 LIVE TOUR 2022 "Nocturnal"』

※通常盤の特典CDにはライブ音源を収録。
- 6thライブBlu-ray/DVD『錦戸亮 LIVE TOUR 2024 "NOMADOFNOWHERE"』(特別仕様Untitled盤 特典Blu-ray/DVD)

※特典CDにはライブ音源を収録。

Good time
- 5thライブBlu-ray/DVD『錦戸亮 LIVE TOUR 2022 "Nocturnal"』

※通常盤の特典CDにはライブ音源を収録。
- 6thライブBlu-ray/DVD『錦戸亮 LIVE TOUR 2024 "NOMADOFNOWHERE"』

※通常盤の特典CDにはライブ音源を収録。

デジャヴ
- 5thライブBlu-ray/DVD『錦戸亮 LIVE TOUR 2022 "Nocturnal"』

※通常盤の特典CDにはライブ音源を収録。

dusk
- 5thライブBlu-ray/DVD『錦戸亮 LIVE TOUR 2022 "Nocturnal"』

※通常盤の特典CDにはライブ音源を収録。

input
- 5thライブBlu-ray/DVD『錦戸亮 LIVE TOUR 2022 "Nocturnal"』

※通常盤の特典CDにはライブ音源を収録。

Shabby
- 4thライブBlu-ray/DVD『錦戸亮 LIVE 2021 "SHABBY"』

※通常盤の特典CDにはライブ音源を収録。
- 5thライブBlu-ray/DVD『錦戸亮 LIVE TOUR 2022 "Nocturnal"』

※通常盤の特典CDにはライブ音源を収録。
- 6thライブBlu-ray/DVD『錦戸亮 LIVE TOUR 2024 "NOMADOFNOWHERE"』

※通常盤の特典CDにはライブ音源を収録。

絵本
- 5thライブBlu-ray/DVD『錦戸亮 LIVE TOUR 2022 "Nocturnal"』

※通常盤の特典CDにはライブ音源を収録。

output
- 5thライブBlu-ray/DVD『錦戸亮 LIVE TOUR 2022 "Nocturnal"』

※通常盤の特典CDにはライブ音源を収録。

## 関連ライブ
- RYO NISHIKIDO LIVE TOUR 2022 "Nocturnal"（2022年10月18日 - 12月20日、全17公演）[14]